# 病態生化学
病態生化学（びようたいせいかがく、英語: pathological chemistry）は、人体の正常な機能が異常をきたしたり、調節機能が破綻して病気の身体機能の状態と破綻をきたす原因を生化学を用いて解き明かす学問である。病理生化学ともいう。こちらは人体にどういった影響があるかを化学的に調べるため生化学をメインとしている。臨床化学と重複するところもある。これらを生理学的に解明する学問を病態生理学という。